# Burundi ai Giochi della XXX Olimpiade
Il Burundi ha partecipato ai Giochi della XXX Olimpiade di Londra, che si sono svolti dal 27 luglio al 12 agosto 2012, con una delegazione di 6 atleti senza vincere alcuna medaglia.

## Atletica leggera[1][2]
Gare maschili
| Atleta             | Gara   | Batterie | Batterie | Quarti | Quarti | Semifinali | Semifinali | Finale          | Finale          |
| Atleta             | Gara   | Tempo    | Pos.     | Tempo  | Pos.   | Tempo      | Pos.       | Tempo           | Pos.            |
| ------------------ | ------ | -------- | -------- | ------ | ------ | ---------- | ---------- | --------------- | --------------- |
| Olivier Iradukunda | 5000 m | 13:46.25 | 14       | N.D.   | N.D.   | N.D.       | N.D.       | Non qualificato | Non qualificato |

Gare femminili
| Atleta             | Gara     | Batterie | Batterie | Quarti | Quarti | Semifinali | Semifinali | Finale  | Finale |
| Atleta             | Gara     | Tempo    | Pos.     | Tempo  | Pos.   | Tempo      | Pos.       | Tempo   | Pos.   |
| ------------------ | -------- | -------- | -------- | ------ | ------ | ---------- | ---------- | ------- | ------ |
| Francine Niyonsaba | 800 m    | 2:07.57  | 1 Q      | N.D.   | N.D.   | 1:58.67    | 2 Q        | 1:59.63 | 7      |
| Diana Nukuri       | Maratona | N.D.     | N.D.     | N.D.   | N.D.   | N.D.       | N.D.       | 2:30.12 | 31     |

## Judo[3]
| Atleta              | Gara             | 32-esimi             | 16-esimi             | Quarti               | Semifinali           | 1° Ripescaggio       | 2° Ripescaggio       | Finale               | Finale          |
| Atleta              | Gara             | Avversario Risultato | Avversario Risultato | Avversario Risultato | Avversario Risultato | Avversario Risultato | Avversario Risultato | Avversario Risultato | Classifica      |
| ------------------- | ---------------- | -------------------- | -------------------- | -------------------- | -------------------- | -------------------- | -------------------- | -------------------- | --------------- |
| Odette Ntahonvukiye | +78 kg femminile | Koumba L 0000–0020   | Non qualificata      | Non qualificata      | Non qualificata      | Non qualificata      | Non qualificata      | Non qualificata      | Non qualificata |

## Nuoto
Il Burundi ha guadagnato due "Universality places" dalla Federazione internazionale del nuoto.
Maschile
| Atleta          | Evento             | Batteria | Batteria   | Semifinale      | Semifinale      | Finale          | Finale          |
| Atleta          | Evento             | Tempo    | Classifica | Tempo           | Classifica      | Tempo           | Classifica      |
| --------------- | ------------------ | -------- | ---------- | --------------- | --------------- | --------------- | --------------- |
| Beni Binobagira | 100 m stile libero | 1:04.57  | 56         | Non qualificato | Non qualificato | Non qualificato | Non qualificato |

Femminile
| Atleta          | Evento            | Batteria | Batteria   | Semifinale      | Semifinale      | Finale          | Finale          |
| Atleta          | Evento            | Tempo    | Classifica | Tempo           | Classifica      | Tempo           | Classifica      |
| --------------- | ----------------- | -------- | ---------- | --------------- | --------------- | --------------- | --------------- |
| Elsie Uwamahoro | 50 m stile libero | 33.14    | 66         | Non qualificata | Non qualificata | Non qualificata | Non qualificata |